# Älvros nya kyrka
Älvros nya kyrka är en kyrkobyggnad i Älvros. Den är församlingskyrka i Svegsbygdens församling i Härnösands stift.

## Kyrkobyggnaden

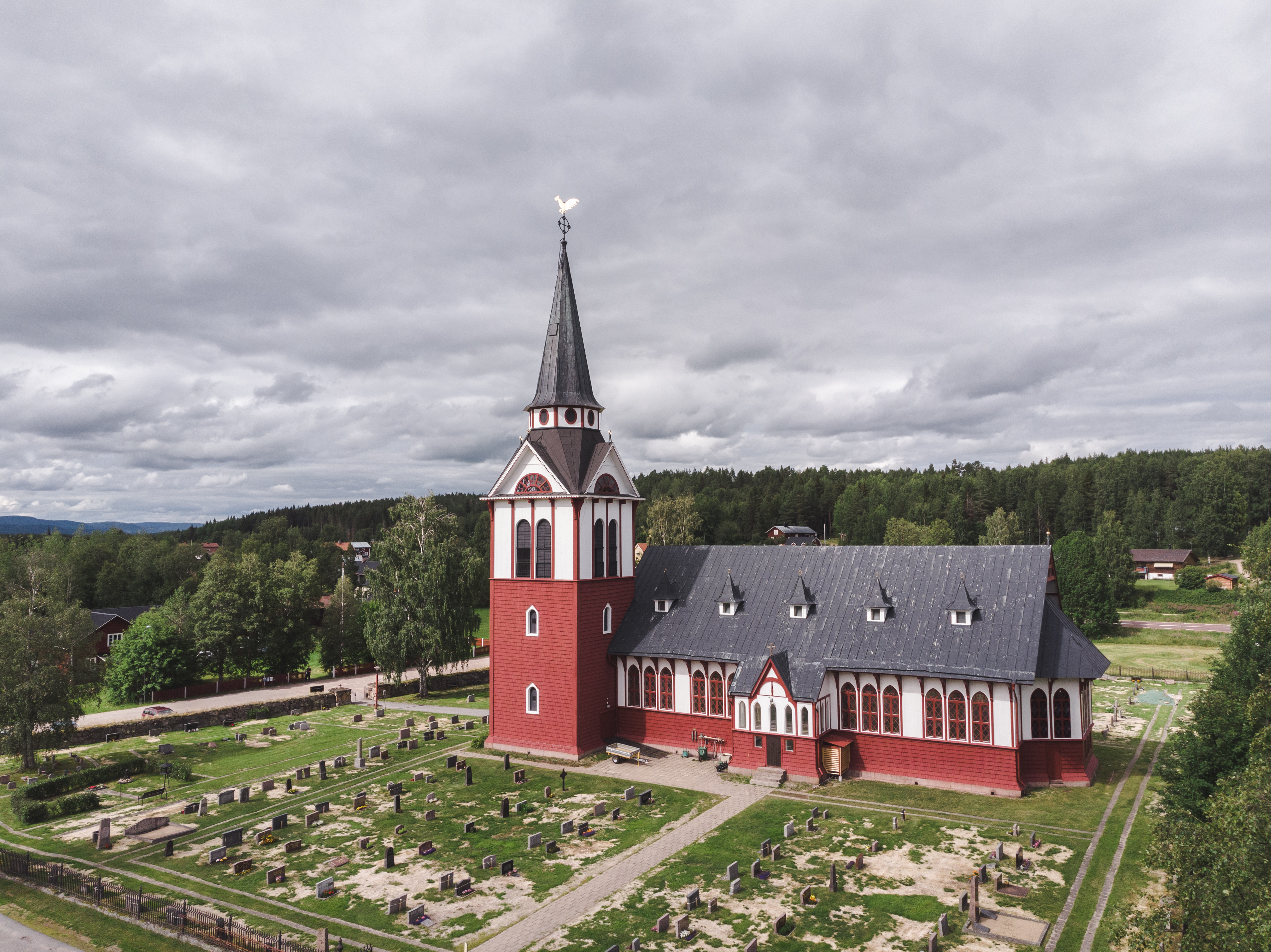
Älvros nya kyrka i juli 2020

Kyrkan uppfördes efter ritningar av stockholmsarkitekten Ernst Jacobsson och färdigställdes 1883. Byggnaden är ett exempel på nationalromantisk träarkitektur. Kyrkan restaurerades invändigt 1957, och utvändigt under 1970-talet, då lokale konsthantverkaren Dykar-Jack Johansson fick uppdrag av stiftet att måla om kyrktuppen.